# مكعب سكر

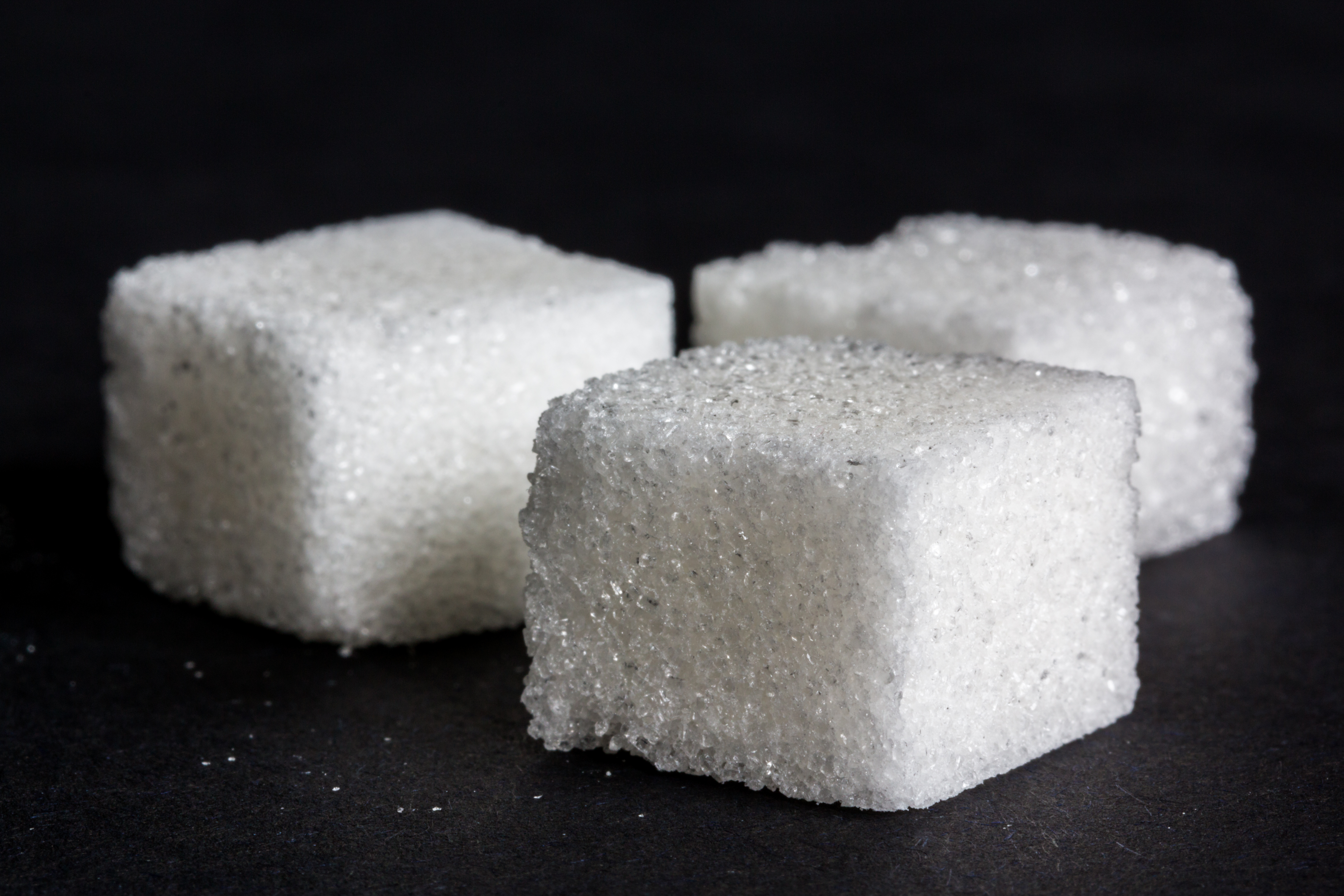
صورة ماكرو لمكعبات السكر

مكعبات السكر هي حبيبات سكر بيضاء مضغوطة على شكل مكعبات صغيرة. تُستخدم عادةً من قبل الأفراد لتحلية المشروبات. هناك طريقتان رئيسيتان لاستخدام مكعبات السكر: إذابة المكعبات مباشرة في المشروب أو وضع المكعب في الفم أثناء الشرب.

## الحجم والتعبئة والتغليف

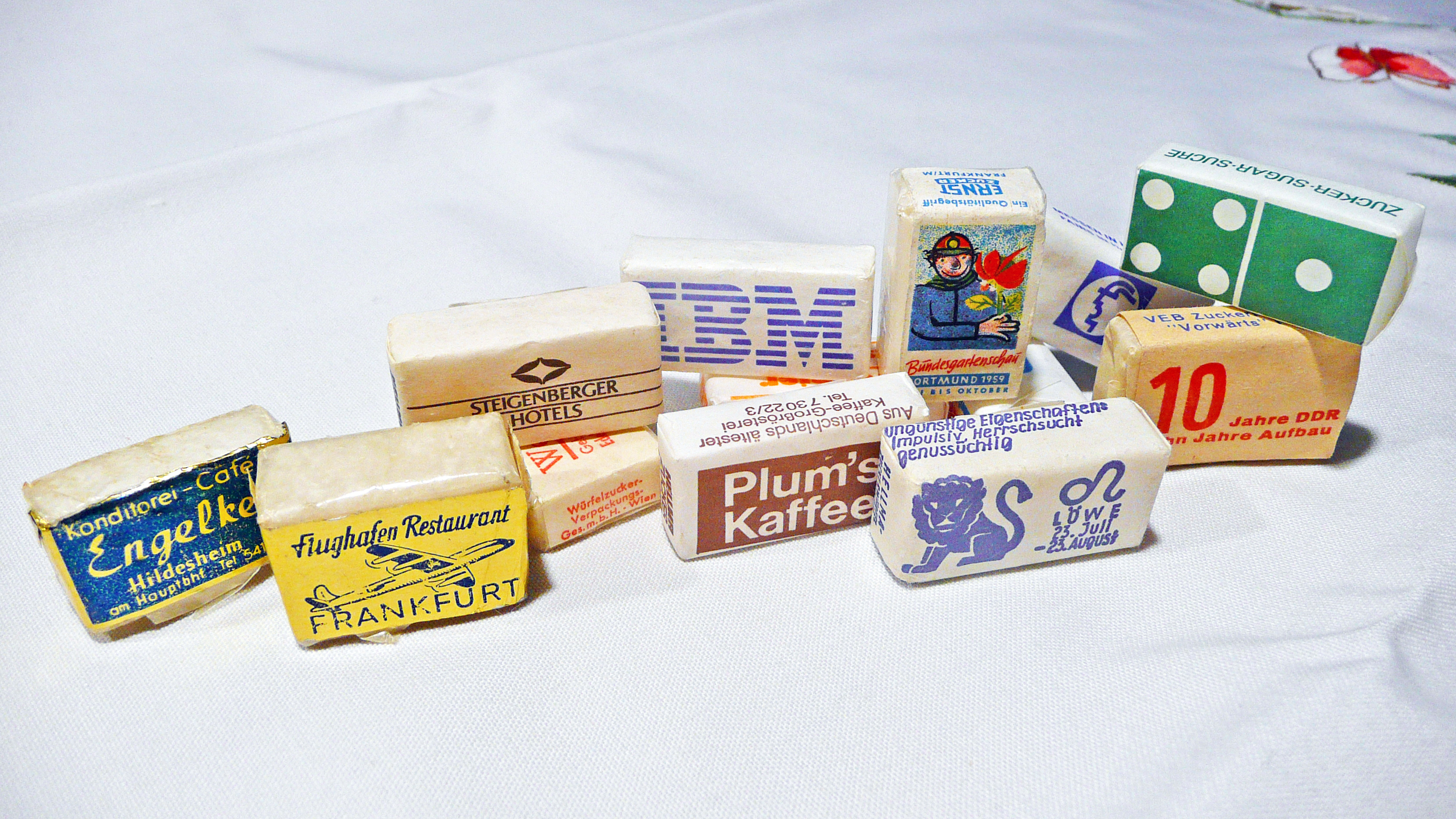
عبوات مكعبات السكر المكونة من قطعتين (ألمانيا)

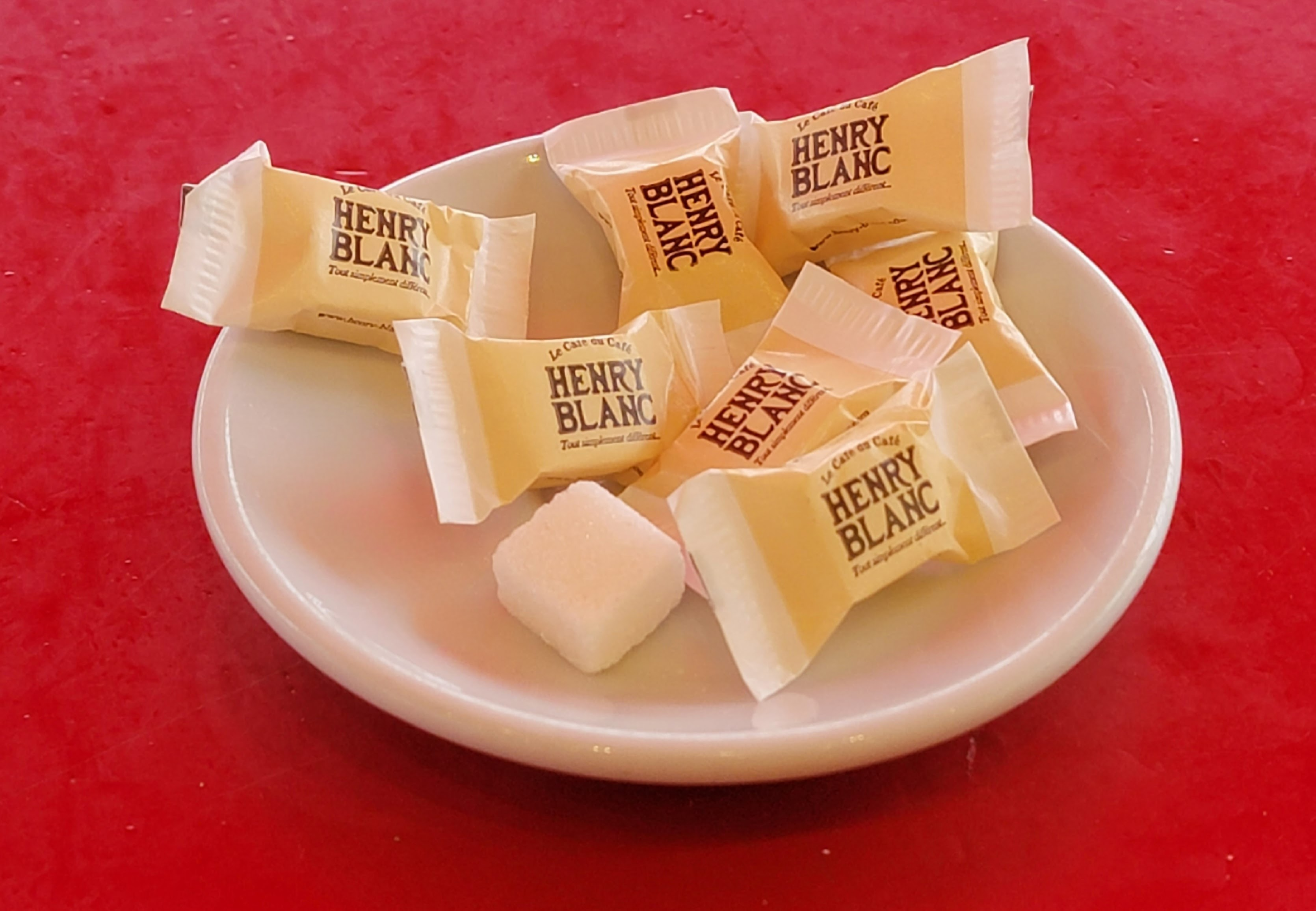
مكعبات سكر مغلفة بشكل فردي (فرنسا)

الحجم النموذجي لكل مكعب يتراوح بين 16 × 16 × 11 ملليمترًا (0.6 × 0.6 × 0.4 بوصة) و 20 × 20 × 12 ملليمترًا (0.8 بوصة × 0.8 بوصة × 0.5 بوصة)، وهو ما يتوافق مع وزن يتراوح تقريبًا بين 3-5 غرامات. ومع ذلك، تختلف أحجام وأشكال المكعبات بشكل كبير، على سبيل المثال، يُنتج قطع على شكل رموز أوراق اللعب تحت اسم "سكر مكعبات بريدج".
الوزن النموذجي لتغليف البيع بالتجزئة هو 0.5 كيلوغرام (1 رطل) أو 1 كيلوغرام / 2 رطل.
في عام 1923، بدأ تاجر الجملة الألماني كارل هيلمان في تغليف زوج من المكعبات في أغلفة فردية مع إعلانات أو صور قابلة للجمع على الأكمام. كانت هذه الطريقة شائعة جدًا في الأصل في المقاهي، ولكن سرعان ما اُستبدلت في بداية القرن الحادي والعشرين بالسكر المحبب في أكياس وعصي.

## التصنيع
عند صناعة المكعبات، يتم ترطيب السكر المحبب قليلاً (2-3%)، ووضعه في قالب وتسخينه حتى تتبخر الرطوبة. يتم التحكم في صلابة المكعب وكثافته وسرعة ذوبانه عن طريق حجم بلورات السكر المحبب، وكمية الماء/البخار المضافة، وضغط القولبة، وسرعة التجفيف. سرعة الذوبان مهمة، حيث يفضل المستهلكون الذين يضعون السكر في أفواههم سكرًا أكثر كثافة وبطيء الذوبان.
تتطلب المادة الخام المدخلة عادةً توزيعًا واسعًا للأحجام (من 500 ميكرون وما فوق) من أجل استقرار المكعب.
تُصنع المكعبات على خطوط آلية للغاية قادرة على معالجة ما يصل إلى 50 طنًا من السكر يوميًا. عادةً ما تُستخدم إحدى العمليات الثلاث الشائعة لإنتاج المكعبات اللينة الأكثر شيوعًا:
- تستخدم عملية فايبرو لشركة السكر السويدية (من أواخر الخمسينيات) الاهتزاز لملء القوالب وإخراج المكعبات المُشكَّلة. يُستخدم فرن إشعاع حراري للتجفيف؛
- اُخترعت عملية شامبون في فرنسا عام 1949 وتستخدم وحدة قولبة دوارة ومجففًا رأسيًا؛
- تشبه عملية البا عملية شامبون.

## التاريخ

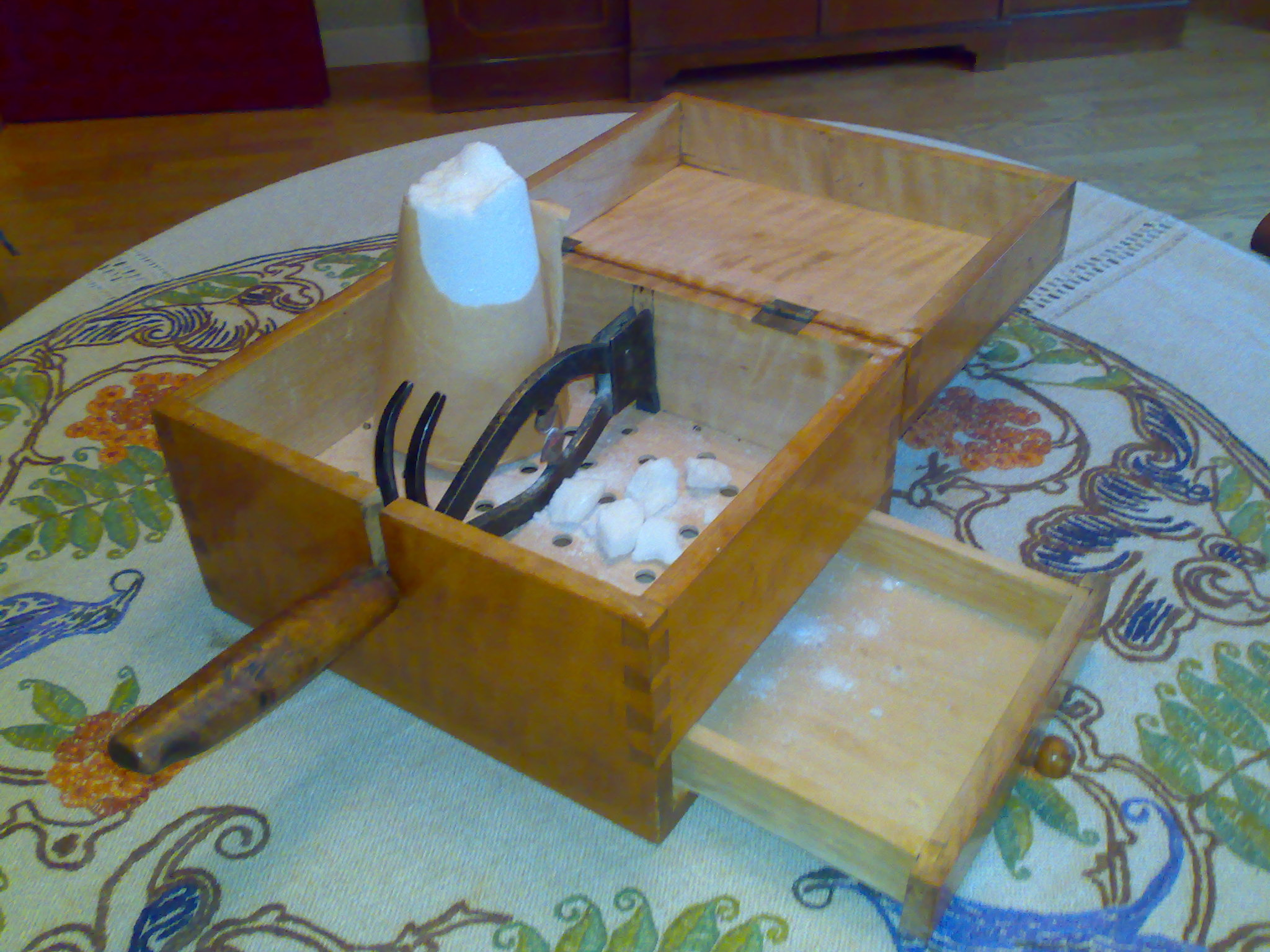
صندوق تقطيع السكر مع الأدوات

كانت قوالب السكر المخروطية الصلبة صعبة التكسير إلى قطع يمكن التحكم فيها، لذلك اُستخدمت أدوات خطيرة في هذه العملية (على ما يبدو، بدأ ياكوب كريشتوف راد، مخترع أول مكعب سكر، جهوده بعد أن آذت زوجته نفسها أثناء تقطيع قالب السكر). كانت القطع الناتجة غير منتظمة في الحجم؛ إذا كانت القطعة كبيرة جدًا، فإما كان يجب استخدام كماشات السكر، أو كان يجب غمس القطعة في كوب الشاي مثل الكعك المحلى، وبعد ذوبان كافٍ إخراجها لتجف للاستخدام التالي (الخيار الأخير وصفه ليف تولستوي في كتابه "حيث الحب، الله موجود": "شرب ستيبانيتش كأسه، قلبه رأسًا على عقب ووضع قطعة السكر المتبقية عليه").
صنع راد أول مكعبات سكر في أوائل أربعينيات القرن التاسع عشر عن طريق ضغط السكر الرطب في صينية تشبه صواني مكعبات الثلج الحديثة وترك المكعبات تجف. على الرغم من حصول راد على براءة اختراع في عام 1843، إلا أن عمله لم ينجح في النهاية.
جاء الانفراج التالي بعد ما يقرب من 30 عامًا، عندما استخدم يوجين لانجين، من شركة فايفر و لانجن، جهاز طرد مركزي لإنتاج قوالب من السكر قُطعت لاحقًا إلى مكعبات. حصل هنري تيت (تيت و لايل) من لانجن على حقوق حصرية لإنتاج المكعبات في بريطانيا (في 13 مارس 1875) وبدأ أول تصنيع واسع النطاق للمكعبات. وضع تيت رهانًا كبيرًا جدًا على الابتكار، حيث مر بصعوبات مالية شخصية مؤقتة لدرجة أنه اضطر إلى سحب ابنته من المدرسة الداخلية التي كانت تدرس بها. تضمن العقد مع لانجن عوائد الملكية الفكرية، لكن المصنع كان ناجحًا، حيث أنتج 214 طنًا من المكعبات في عام 1878 و1366 طنًا في عام 1888.
في عام 1880، حصل تيت على حقوق عملية أخرى، اخترعها في بلجيكا جوستاف أدانت، حيث صنع "أقراص" السكر على آلات دوارة ثم قطعها إلى مكعبات (في ذلك الوقت، كانت تسمى "أحجار الدومينو"). حلت العملية الجديدة محل عملية لانجن في عام 1891 وحققت نجاحًا كبيرًا؛ بدأت عروض الأسعار القياسية للسكر المكرر في لندن تُعبّر بمكعبات تيت.
اُخترعت أول عملية لتشكيل المكعبات بدون أي تقطيع في بوسطن بواسطة تشارلز إتش هيرسي ("أسطوانة هيرسي"، 1879)؛ لا تزال بعض هذه الوحدات، التي عُدلت في عام 1929 لإنتاج قطع بأشكال فاخرة، قيد الاستخدام حتى اليوم. لا تزال عملية أدانت مستخدمة أيضًا، على سبيل المثال، في رافينيري تيرليمونتواز (منذ عام 1902) لصنع مكعبات صلبة للغاية تحظى بشعبية في بلجيكا وفرنسا والدول العربية.

## الاستخدام

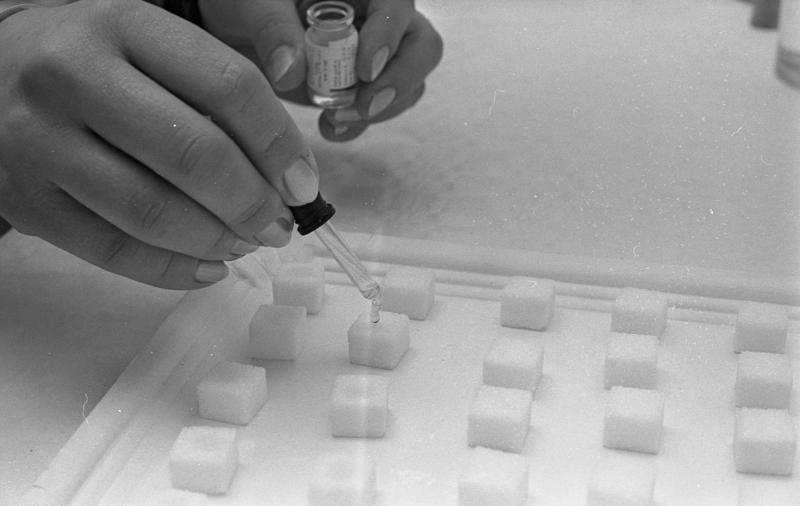
جرعات من لقاح شلل الأطفال الفموي تُضاف إلى مكعبات السكر لاستخدامها في حملة تطعيم عام 1967 في بون، ألمانيا الغربية.

كانت المكعبات ولا تزال تُستخدم في الغالب لتحلية الشاي والقهوة (حتى أن قطع راد الأصلية بيعت باسم "سكر الشاي"). ومع ذلك، فإن شعبية المُحلّيات الاصطناعية، جنبًا إلى جنب مع الاتجاه نحو التحول من القهوة المُفلترة إلى المشروبات الشبيهة بالكابتشينو، حوّلت مكعبات السكر إلى منتج متخصص يُستخدم بشكل أساسي في الحانات أو يُقدّم في مناسبات شاي الظهيرة الرسمية.
تشمل الاستخدامات المتخصصة للمكعبات ما يلي:
- الوصفة الكلاسيكية لكوكتيل "أولد فاشند" مع مكعب سكر مُشبّع بمُرّ أنجوستورا؛
- تشمل أدوات تقديم الأفسنتين ملعقة الأفسنت ذات الفتحات أعلى الكوب. يُوضع مكعب سكر على الملعقة ويذيب تقطير بطيء للماء السكر في المشروب، مما يُنتج تأثير "التعكير" اللبني المطلوب (تتضمن نسخة أكثر بوهيمية وضع المكعب المُشبّع مُشتعلًا)؛[8][9]
- يمكن تشبيع مكعبات السكر بدواء، مما يجعل توصيلًا فمويًا مُعايرًا بسيطًا. استُخدم هذا لكل من إعطاء لقاح شلل الأطفال وتوزيع أدوية مثل عقار ثنائي إيثيل أميد حمض الليسرجيك (مما ترك مصطلح "المكعب" كعامية للأخير)؛[10]
- تُسوق مجموعة كبيرة ومتنوعة من مكعبات السكر الملونة والمنحوتة (على شكل زهور وحيوانات) في اليابان.

## في الفنون
تُعدّ استعارة مكعب السكر شائعة في مجال الهندسة المعمارية. اقترحها فالتر غروبيوس لأول مرة في عام 1922، وتعود "كل خمس سنوات" بمعانٍ غامضة متنوعة، من التصميم المنظّم بدقة (قارن بأعمال تيو فان دوسبورخ) إلى "الوحدة في التنوع" (قارن بمدن التلال المطلة على البحر الأبيض المتوسط) إلى الواجهات البيضاء البسيطة لجزر سيكلادس.
يوجد نصب تذكاري يعلوه مكعب سكر في مدينة داجيتسه التشيكية، وهي المكان الذي أنشأ فيه راد أول مصنع لمكعبات السكر. تعرض العديد من المعارض الفنية أعمال النحات الأيرلندي بريندان جاميسون، المتخصص في الأعمال الفنية ذات الطابع المعماري المصنوعة من مكعبات السكر.

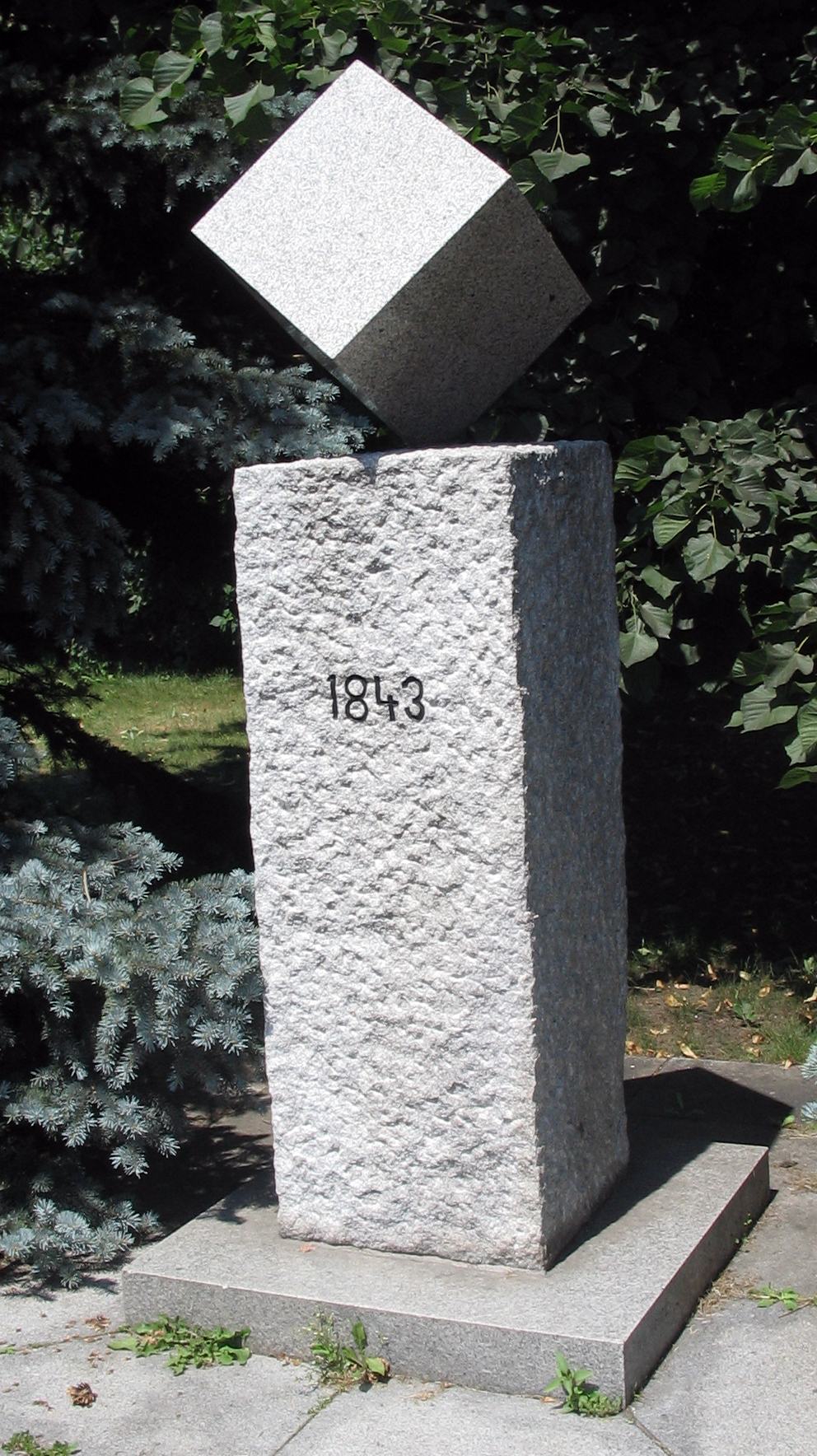
نصب تذكاري لمكعبات السكر في داجيتسه
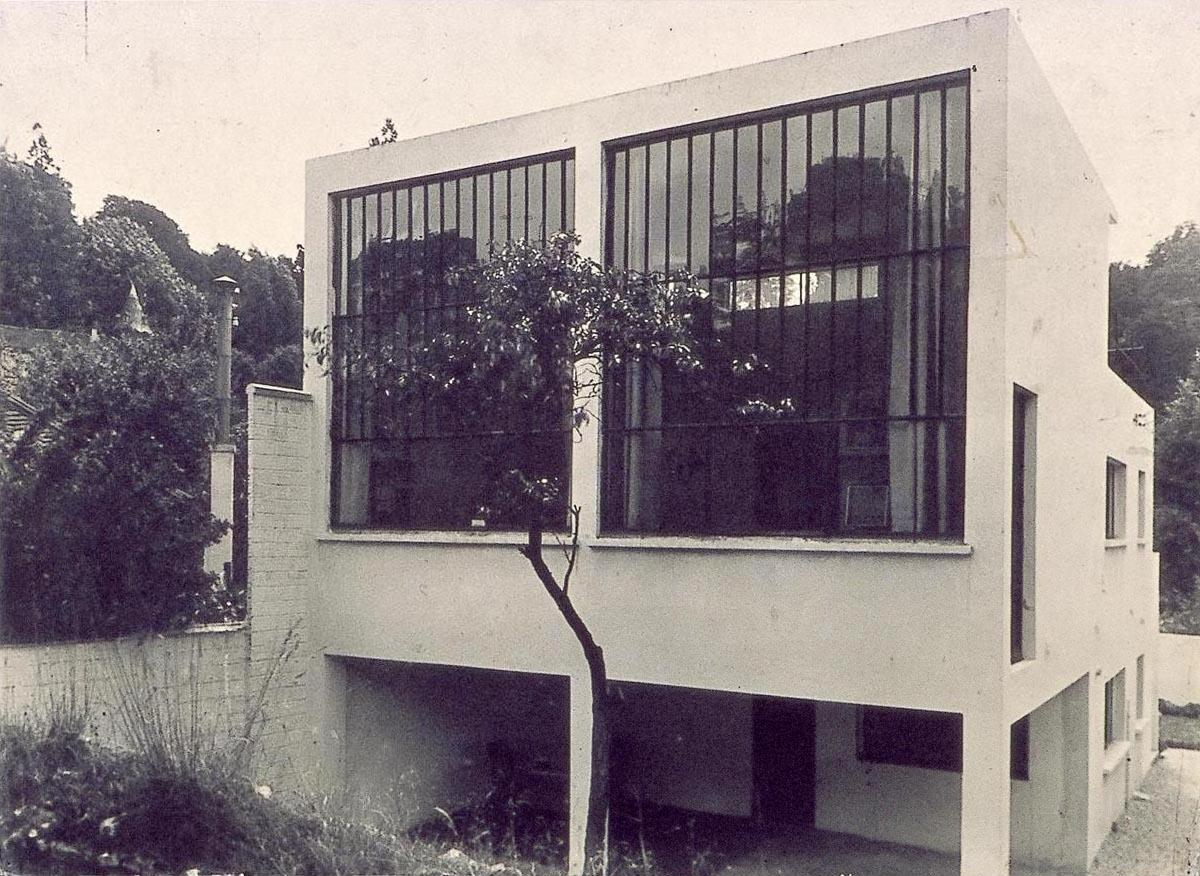
منزل فان دوسبورج
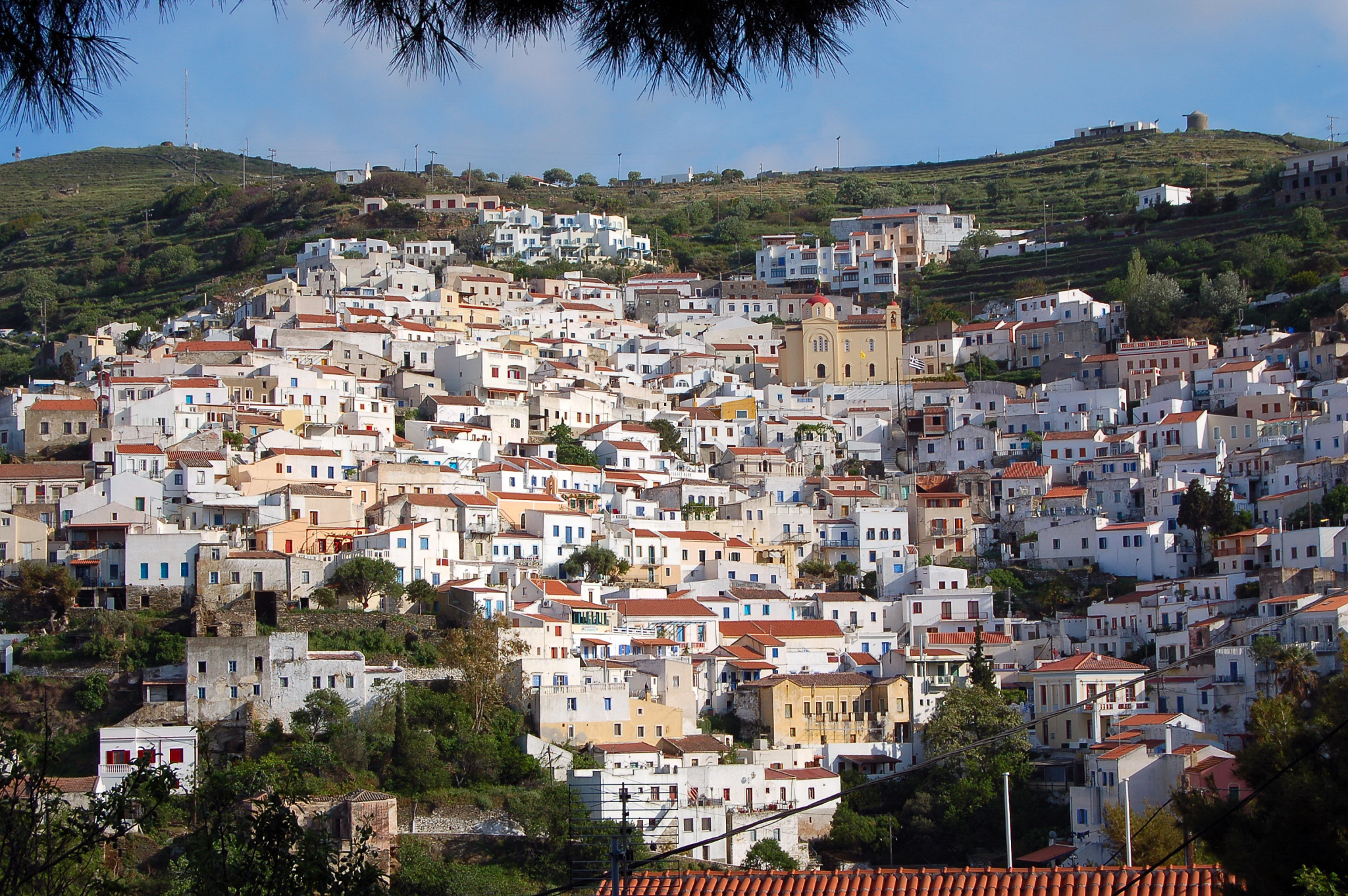
المنازل في جزيرة كيا (سيكلادس)